# Prva nogometna liga Herceg-Bosne
Prva liga Herceg-Bośni (chorw. Prva nogometna liga Herceg-Bosne) – w latach 1993–2000 najwyższa w hierarchii klasa męskich ligowych rozgrywek piłkarskich w Bośni i Hercegowinie (równolegle z Prva Liga Federacije Bosne i Hercegovine oraz Prva liga Republike Srpske), zorganizowana przez Nogometni savez Hrvatske Republike Herceg-Bosne (ale nie była uznana przez UEFA). Zmagania w jej ramach toczyły się cyklicznie (co sezon) i przeznaczone były dla 14 klubów piłkarskich z Chorwackiej Republiki Herceg-Bośni. Jej triumfator zostawał Mistrzem Herceg-Bośni. Dwóch najsłabszych drużyn ligi spadali do Drugiej Ligi Herceg-Bośni.

## Historia
Mistrzostwa Bośni i Hercegowiny w piłce nożnej rozgrywane są od 1920 roku jako nieoficjalne, a od 1923 w składzie połączonej Jugosławii.
Po upadku SFR Jugosławii w 1991 roku proklamowano niepodległość Bośni i Hercegowiny. Sezon 1992/93 nie odbył się z powodu wojny w Bośni. W sezonie 1993/94 kluby Chorwatów bośniackich utworzyły własną ligę, jednak jej wyniki uznane zostały za nieoficjalne. Tereny te znajdowały się wtedy pod kontrolą Chorwackiej Rady Obrony. W sezonie 1994/95 po raz pierwszy startowała Prva nogometna liga Bosne i Hercegovine, a w 1995/96 Prva fudbalska liga Republike Srpske. Do 1999 istniały 3 ligi: Bośniaków, Chorwatów bośniackich i Serbów bośniackich, w których wyłoniono swoich mistrzów. W sezonie 1999/2000 mistrzem Bośni i Hercegowiny zostawał zwycięzca play-offów rozgrywanych wśród najlepszych drużyn z lig bośniackiej i Chorwatów bośniackich. W następnym sezonie 2000/01 obie te ligi połączyły się w Premijer ligi Bośni i Hercegowiny' i zwycięzca tych rozgrywek zdobywał mistrzostwo Bośni i Hercegowiny. Prva liga Herceg-Bośni została zlikwidowana. Do 2002 roku Republika Serbska bojkotowała Związek Piłkarski Bośni i Hercegowiny, ale nie była uznawana przez UEFA. W 2002 roku doszło do porozumienia pomiędzy Związkiem Piłkarskim Republiki Serbskiej a Związkiem Piłkarskim Bośni i Hercegowiny.

## System rozgrywek
Rozgrywki składały się z 26 kolejek spotkań rozgrywanych pomiędzy drużynami systemem kołowym. Każda para drużyn rozgrywa ze sobą dwa mecze – jeden w roli gospodarza, drugi jako goście. W przeszłości liczba ta wynosiła od 16 do 42. Drużyna zwycięska za wygrany mecz otrzymuje 3 punkty, 1 za remis oraz 0 za porażkę.
Zajęcie pierwszego miejsca po ostatniej kolejce spotkań oznacza zdobycie tytułu Mistrzów Herceg-Bośni. Zajęcie dwóch ostatnich miejsc wiąże się ze spadkiem drużyn do drugiej ligi Herceg-Bośni.
W przypadku zdobycia tej samej liczby punktów, klasyfikacja końcowa ustalana jest na podstawie wyniku dwumeczu pomiędzy drużynami, w następnej kolejności, w przypadku remisu – na podstawie różnicy bramek w pojedynku bezpośrednim, następnie na podstawie ogólnego bilansu bramkowego osiągniętego w sezonie, większej liczby bramek zdobytych oraz w ostateczności za pomocą losowania.

## Skład ligi w sezonie 1999/2000
| Klub                 | Miasto        |
| -------------------- | ------------- |
| Brotnjo Čitluk       | Čitluk        |
| Čapljina             | Čapljina      |
| Dagrovoljac Kiseljak | Kiseljak      |
| GOŠK Gabela          | Gabela        |
| Ljubuški             | Ljubuški      |
| Orašje               | Orašje        |
| Posušje              | Posušje       |
| Redarstvenik Mostar  | Mostar        |
| Stolac               | Stolac        |
| Široki Brijeg        | Široki Brijeg |
| Troglav Livno        | Livno         |
| Vitez                | Vitez         |
| Zrinjski Mostar      | Mostar        |
| Žepče                | Žepče         |

## Mistrzowie i pozostali medaliści
jako I poziom
| Sezon                            | K | K | T | Mistrz                       | Wicemistrz      | III miejsce                           | Br. | Król strzelców                                     | Uwagi                        |
| Prva nogometna liga Herceg-Bosne |   |   |   |                              |                 |                                       |     |                                                    |                              |
| 1993/94                          |   |   | 1 | Mladost Dubint Široki Brijeg | Zrinjski Mostar | Čapljina                              | 10  | Mario Prskalo (Mladost Dubint Široki Brijeg)       | 17 klubów w 2 grupach +finał |
| 1994/95                          |   |   | 2 | Mladost Dubint Široki Brijeg | Kiseljak        | Kostrč, Ljubuški                      | 15  | Anđelko Marušić (Mladost Dubint Široki Brijeg)     | 36 klubów w 3 grupach +finał |
| 1995/96                          |   |   | 3 | Široki Brijeg                | Kostrč          | Dragovoljac Kiseljak, Posavac Ugljara | 15  | Mario Marušić (Grude) Dejan Džepina (Novi Travnik) | 42 kluby w 5 grupach +finał  |
| 1996/97                          |   |   | 4 | Široki Brijeg                | Troglav Livno   | Orašje                                | 21  | Anđelko Marušić (Široki Brijeg)                    | 16 klubów                    |
| 1997/98                          |   |   | 5 | Široki Brijeg                | Zrinjski Mostar | Orašje                                | 31  | Stanko Bubalo (Široki Brijeg)                      | 16 klubów                    |
| 1998/99                          |   |   | 1 | Posušje                      | Široki Brijeg   | Zrinjski Mostar                       | 19  | Slađan Filipović (Široki Brijeg)                   | 14 klubów                    |
| 1999/00                          |   |   | 2 | Posušje                      | Brotnjo Čitluk  | Široki Brijeg                         | 18  | Robert Ristovski (Široki Brijeg)                   | 14 klubów                    |

## Statystyka

### Klasyfikacja według klubów
W dotychczasowej historii Prvej ligi Herceg-Bośni na podium oficjalnie stawało w sumie 12 drużyn. Liderem klasyfikacji jest NK Široki Brijeg, który zdobył 5 tytułów mistrzowskich.
Stan na 31.05.2021.
| Lp. | Klub            | Miejsca na podium | Miejsca na podium | Miejsca na podium | Zwycięskie sezony |   |   |                                             |
| --- | --------------- | ----------------- | ----------------- | ----------------- | ----------------- | - | - | ------------------------------------------- |
| Lp. | Klub            | 1.                | Široki Brijeg     | 5                 | Zwycięskie sezony | 1 | 1 | 1993/94, 1994/95, 1995/96, 1996/97, 1997/98 |
| 2.  | Posušje         | 2                 | 0                 | 0                 | 1998/99, 1999/00  |   |   |                                             |
| 3.  | Zrinjski Mostar | 0                 | 2                 | 1                 |                   |   |   |                                             |
| 4.  | Kiseljak        | 0                 | 1                 | 1                 |                   |   |   |                                             |
| 4.  | Kostrč          | 0                 | 1                 | 1                 |                   |   |   |                                             |
| 6.  | Brotnjo Čitluk  | 0                 | 1                 | 0                 |                   |   |   |                                             |
| 6.  | Troglav Livno   | 0                 | 1                 | 0                 |                   |   |   |                                             |
| 6.  | Zrinjski Mostar | 0                 | 1                 | 0                 |                   |   |   |                                             |
| 9.  | Orašje          | 0                 | 0                 | 2                 |                   |   |   |                                             |
| 10. | Čapljina        | 0                 | 0                 | 1                 |                   |   |   |                                             |
| 10. | Ljubuški        | 0                 | 0                 | 1                 |                   |   |   |                                             |
| 10. | Posavac Ugljara | 0                 | 0                 | 1                 |                   |   |   |                                             |

### Klasyfikacja według miast
Siedziby klubów: stan na 31.05.2021.
| Miasto        | Liczba tytułów | Kluby                |
| ------------- | -------------- | -------------------- |
| Široki Brijeg | 5              | NK Široki Brijeg (5) |
| Posušje       | 2              | HŠK Posušje (2)      |